# SEPT9
Ген SEPT9 (лат. — gene SEPT9) кодирует белок Септин 9. Ген SEPT9 расположен на 17 хромосоме, содержит 17 экзонов и имеет протяженность около 240 тыс. нуклеотидов. В промоторной области содержит регуляторные CpG сайты.

## Функции белка, кодируемого геномSEPT9'
Cептин 9 принадлежит к высоко консервативным G-белкам, формирующим олигомеры и составляющим цитоскелет. Септины участвуют в цитокинезе, регулировании клеточного цикла, апоптозе и множестве других процессов.

## SEPT9каконкомаркер
Было показано, что промотор гена SEPT9 метилирован при колоректальном раке. В целом ряде работ продемонстрирована возможность выявления метилирования промотора гена SEPT9 в циркулирующей ДНК крови для ранней диагностики колоректального рака. Первым коммерчески доступным набором для выявления метилирования промотора гена SEPT9 стал Epi proColon, разработанный в 2008 году. Клиническое испытание Epi proColon, (PRESEPT) включающее 7941 пациентов показало чувствительность в 48,2 % при специфичности в 91,5 %. В 2015 году Epi proColon усовершенствовали до Epi proColon 2, подняв общую чувствительность набора на 10—15 % и чувствительность для первой стадии КРР до 60—65 %. Таким образом, Epi proColon стал первым коммерчески доступным набором для определения метилирования SEPT9, а также первым набором, получившим одобрение FDA.
Метилирование гена SEPT9 исследуется в контексте других типов рака — рака простаты, рака печени и рака желудка.